# Paul Van Stalle
Paul Van Stalle (8 november 1908 – 24 januari 1995) was een Belgische toneelschrijver en -directeur, die bekend werd door zijn meesterstuk Bossemans en Coppenolle, een blijspel dat geschreven werd in samenwerking met Joris d'Hanswyck in 1938.
- Bibliothèque nationale de France: cb16428906k (data)
- International Standard Name Identifier: 0000 0000 2178 9152
- Library of Congress Control Number: n79073420
- Réseau des bibliothèques de Suisse occidentale: 02-A012430935
- Virtual International Authority File: 5347160848427508210009